# Sledgeback
Sledgeback ist eine amerikanische Punk-Rock-Band aus Seattle, Washington. Sie wurde im Jahre 2004 von Gábor Szakácsi gegründet, dessen Künstlername Gabor Hun ist. Gabor kommt ursprünglich aus Ungarn und war dort Gründungsmitglied der Band C.A.F.B., die er 1990 zusammen mit Mihaly Szita gegründet hat.

## Diskografie
- 2004: People's Choice
- 2006: Perception Becomes Reality
- 2010: Reality Bites (Split mit Foreign Legion)
- 2010: Bite the bullet
- 2012: 3 of a kind (Split mit The Generators and C.A.F.B.)
- 2012: 7 years like a broken record

### Kompilationen
- 2004: Punks And Pints – Seattle's Best Punk
- 2005: Music Is Stupid. We Like Noise!
- 2006: Punks And Pints – Seattle's Best Punk – Vol.2
- 2007: We are the underground (Rebellion Records)
- 2007: Punks and Pints Vol. 3
- 2011: Shut the f*** up and listen (Vol IV) (PIG Records)
- 2011: Zombie pit

## Musikvideos
- Sledgeanger – 2004
- Werewolf Love[1] – 2006
- Don’t Wanna Know – 2008
- No Feelings – 2014
- Hey Ho – 2011
- Insane – 2014[2]
- I am – 2014[3]
- New World Order – 2014
- Frustration – 2014

## Filmografie
- 2010: OTE